# Distorsion de marché
Une distorsion de marché est le résultat d'une perturbation qui modifie le fonctionnement d’un secteur d'activité économique. Cette distorsion peut être provoquée par un facteur exogène, comme une intervention de l'État (par une subvention ou une réglementation), ou par un facteur endogène, comme par un phénomène de cartel (par une entente sur les prix). La distorsion de marché peut avoir un effet positif comme négatif sur l'économie.

## Concept

### Principe
La distorsion de marché est un concept de la science économique issu de l'école néoclassique. Selon cette dernière, le marché atteint un équilibre spontané lorsque chaque agent économique maximise son utilité individuelle : dans une concurrence parfaite sans éléments perturbateurs, le prix d'un bien est égal au coût marginal du bien pour chaque entreprise. Les prix agissent comme un signal (signal-prix) pour orienter l'activité économique. 
Or, la modification des prix par une pratique anti-concurrentielle (entente commerciale entre entreprises) ou par une intervention publique provoque une modification de l'activité économique et brise l'équilibre qui s'était spontanément établi. La modification du prix réoriente les offres et les demandes d'une manière qui pourrait ne pas convenir à tous.
La modification de l'ancien équilibre par une distorsion peut avoir des effets positifs comme négatifs.

### Mesures et causes
La distorsion est difficile à évaluer. Elle peut être mesurée par l'écart entre le prix du marché d'un bien et son coût social marginal, c'est-à-dire la différence entre le taux marginal de substitution de la consommation et le taux marginal de la transformation de la production. 
Les causes de distorsions sont, en règle générale, des réglementations gouvernementales, des tarifs monopolistiques et des quotas d'importation. Les  rentes de situation permettent à des entreprises de bénéficier d'une demande perpétuelle de manière injustifiée. La puissance publique peut également être proactive en accordant des subventions à leurs agriculteurs, ce qui fausse la concurrence en donnant un avantage aux agriculteurs du pays donné.
Autres sources de distorsions sans rapport avec éléments extérieurs, des taux d'imposition sur les biens ou les revenus, l'inflation, et des informations incomplètes. Chacun d'entre eux peut conduire à une perte nette de surplus social.

## Pratiques
Les distorsions de concurrence ont lieu principalement dans le domaine de l'agriculture. Par exemple, certains pays asiatiques frappent le riz étranger de taxes élevées à l'importation afin d'inciter les consommateurs à acheter du riz cultivé nationalement. 
Afin de faire l'Union européenne une zone économique optimale, les règles de l'UE ont cherché à réduire les distorsions de marché.